# 雅江报春
雅江报春（学名：Primula involucrata sp. yargongensis）为报春花科报春花属下的一个亚种。

## 扩展阅读
- 維基物種上的相關：雅江报春